# Apistomyia tonnoiri
Apistomyia tonnoiri är en tvåvingeart som beskrevs av Tillyard 1922. Apistomyia tonnoiri ingår i släktet Apistomyia och familjen Blephariceridae. Inga underarter finns listade i Catalogue of Life.